# 猫舌
猫舌（ねこじた）とは、猫が熱い食べ物を嫌うことから熱い食べ物を口にできない偏食の形態、またはその人のこと。
原因として食べ物を啜って食べようとしない或いはそれができない事が挙げられ猫舌であると麺類を啜る事も困難となる。
日本では猫舌であるとバカにされやすいが、逆に熱い食べ物に慣れると必要以上に音を立てて食べる癖がつく為、それを嫌がる人も存在する。
熱い物を無理に食べると気管支炎口内粘膜が剥がれ落ちたり、口内炎ができやすくなり、食道も火傷するため、逆流性食道炎や気管支炎の原因になる事もある。最悪の場合、粘膜が修復されて悪性の粘膜となると癌の原因ともなる。
乳児には熱すぎる食べ物や飲み物は禁忌である。 猫舌で乳児はまだ口内が火傷しにくい為、体温調整や外部の環境になれておらず、胎児の頃は口ではなく、臍帯を通して栄養を得ていたため、まだ体質が熱に敏感で慣れていないためである。 まだ熱い食べ物を食べられない乳幼児に無理矢理熱いものを食べさせ続けた場合、児童虐待となる。また、成人していても猫舌の人に熱いものを無理矢理食べさせる行為はいじめやパワハラやDVなどの犯罪となる。
反対語にゴリラ舌やマグマ舌があるとされるが、典拠不明である。